# I migliori del mondo
I migliori del mondo (World's Finest) è il titolo di tre episodi della seconda stagione della serie animata Superman, il 16º, il 17º e il 18º, originariamente trasmessi la mattina del 4 ottobre 1997 su Kids' WB. Successivamente sono stati distribuiti autonomamente in home video come film d'animazione a sé stante, sia in VHS che in DVD, col titolo Batman & Superman - I due supereroi (The Batman Superman Movie: World's Finest).
La storia presenta il primo incontro tra Superman e Batman, protagonisti delle rispettive serie animate in onda in quel periodo: Superman e Batman - Cavaliere della notte. L'edizione italiana della versione singola per home video presenta un doppiaggio differente rispetto a quello della serie televisiva.

## Trama

### Prima parte
A Gotham City il Joker ruba una statua di giada cinese, il Drago che Ride. Analizzando le schegge della "giada" della statua, Batman capisce cosa stia tramando il Joker e decide di andare a Metropolis nei panni di Bruce Wayne.
Tale città è sempre protetta dall'occhio vigile di Superman, pronto a correre in soccorso degli indifesi e soprattutto di Lois Lane, ma non trova mai il momento di passare del tempo con lei senza che qualcuno minacci la città, cosa che sta iniziando a stufare Lois. Più tardi, Lois e Clark Kent si dirigono a intervistare l'appena giunto Bruce Wayne, per cui Lois si prende una cotta, con grande disappunto da parte di Clark. Wayne è venuto a Metropolis per affari con la LexCorp, con cui ha creato un potente ed efficace macchinario di ricerca, il Wayne/Lex T-7, ma, all'insaputa di Wayne, Lex Luthor ha fatto installare anche delle armi, motivo per cui Bruce decide di cancellare il progetto.
Luthor viene poi avvicinato dal Joker e da Harley Quinn: il Drago che Ride da loro trafugato è in realtà fatto di kryptonite e sono disposti a fare fuori Superman per il "modico" prezzo di un miliardo di dollari. Luthor accetta, purché non salti fuori che i due si sono messi in affari. Quella sera il Joker prende possesso della banda del criminale Cesare Carlini, colpendolo con il suo gas e annunciando indirettamente a tutta Metropolis il suo arrivo in città quando la polizia trova Carlini sotto l'effetto del gas.
Durante una cena, Lois e Bruce legano molto e quest'ultimo comprende anche che la donna vuole distaccarsi un po' dall'Uomo d'Acciaio, anche se Bruce ha bisogno di alcune informazioni su di lui. Quella notte, dopo aver saputo di Carlini, Batman si mette a seguire un lacché del deceduto boss fino ad un night club, la cui rissa attira Superman, che non solo non ammira i metodi violenti di Batman, ma lo detesta ancor di più non appena scopre, con la sua vista a raggi X, che è Bruce Wayne. Batman gli spiega quindi che il Joker è a Metropolis per ucciderlo con una statua di kryptonite e che deve fare attenzione e poi, di nascosto, gli pianta un segnalatore sul mantello e lo segue fino al suo appartamento, scoprendo a sua volta la sua vera identità, irritando Superman ancora di più.

### Seconda parte
Nonostante la gelosia nei confronti di Lois, Clark decide di farsi aiutare da Bruce, chiedendogli più informazioni sul Joker. Mentre Lois e Bruce sono ad un altro appuntamento sulla cima di un grattacielo, il Joker attacca il ristorante, defenestra Bruce (che si salva appendendosi al cornicione) e rapisce Lois, spronando l'Uomo d'Acciaio a farsi avanti per salvarla. Sebbene avvertito da Bruce, Superman si precipita a fermare il Joker, non prima però di aver indossato la sua tuta contro la kryptonite. Scovatolo in un vecchio magazzino della LexCorp, Superman non viene indebolito dalla mezza statua di Kryptonite del Joker, il quale si arrende e lo porta da Lois, ma un attimo prima che possa fare qualcosa, Joker gli spruzza dell'acido addosso: ovviamente Superman non si fa nulla, ma la sua tuta viene bucata, lasciandolo scoperto alle radiazioni della kryptonite. Batman, sapendo che a Superman serve il suo aiuto, giunge in suo soccorso e fa in tempo a fuggire con Lois e Superman, prima che il magazzino esploda grazie alle biglie esplosive del Joker.
Luthor si infuria con il Joker, non tanto per il suo fallimento, ma per aver distrutto e usato una sua proprietà. Il Joker si giustifica dicendo che l'arrivo del Cavaliere Oscuro non era contemplato, ma sarà ben lieto di uccidere due piccioni con una fava se Luthor aumenterà di più il prezzo, ma Luthor si rifiuta, dandogli un ultimatum. Intanto, Clark (sempre più arrabbiato del fatto che Lois stia legando così tanto con Bruce da volersi trasferire a Gotham), rivela a Bruce di come Joker possa essersi coalizzato con Luthor, pur non avendo le prove. Batman irrompe quindi a casa Luthor per interrogarlo, ma questi nega tutto. Più tardi, quella sera, Perry White informa Clark che è stato ricevuto un SOS da una nave vicino al porto e così i due supereroi si precipitano sul porto. Superman arriva alla nave, dove una bomba crea una falla, costringendolo a cercare di salvare i passeggeri, mentre Batman trova il Joker al molo, il quale gli aizza contro un Wayne/Lex T-7 dotato di armi.

### Terza parte
Non riuscendo a far nulla al robot, Batman si precipita al Daily Planet nella speranza di imbattersi in Clark, ma trova solo Lois che fa gli straordinari, mettendola in pericolo. I due tentano di distruggere il robot gettandolo in una macchina stampante, ma il robot afferra il mantello di Batman, smascherandolo davanti a Lois. Subito dopo, Superman arriva e finisce il robot. Lois è furibonda con Bruce per avergli mentito, ma decide di non rivelare al pubblico la sua vera identità. Mettendo finalmente da parte i loro dissapori, Superman e Batman decidono di collaborare senza litigare per Lois, affinché possano fermare i loro avversari. Intanto Luthor, siccome la sua copertura è saltata, decide di far uccidere il Joker e Harley Quinn, incastrarli e uscire pulito dalla storia. Tuttavia il Joker ribalta le carte e cattura sia Luthor che la sua assistente Mercy e, dopodiché, si impossessa del velivolo Lexwing, con l'obiettivo di distruggere tutto quello che Luthor ha costruito.
Batman e Superman irrompono alla LexCorp, dove vengono attaccati da un altro Wayne/Lex T-7, con sopra l'altra metà della statuetta di Kryptonite e Mercy legata. Con fatica, Batman libera Mercy e stacca il pezzo del Drago che Ride, dopodiché Superman distrugge il robot. Scoperto da Mercy che Luthor è stato preso in ostaggio dal Joker, i due si precipitano al Lexwing, che sta distruggendo Metropolis. I due riescono ad abbordare il velivolo e portare via Luthor. Il Joker tenta di svignarsela con un paracadute, ma inciampa e lascia cadere le sue biglie esplosive. Batman fa solo in tempo a prendere Harley e scappare dal Lexwing, prima di vederlo esplodere con uno sghignazzante Joker ancora a bordo.
Il giorno dopo, Luthor trova un alibi di ferro che non lo lega al Joker, la disperata Harley viene riportata ad Arkham e il corpo del Joker non viene ritrovato nei resti del Lexwing. Bruce fa quindi ritorno a casa dopo aver annullato il progetto, saluta un'ultima volta Lois e chiede a Clark di tenersela stretta e di proteggerla.

## Edizione italiana
Diversamente dalla versione originale, in italiano I migliori del mondo presenta due doppiaggi diversi, uno effettuato durante la trasmissione come parte della serie Superman, e uno utilizzato quando gli episodi sono stati pubblicati come un unico film.
Il primo doppiaggio è stato effettuato a Roma, e perciò i personaggi di Batman - Cavaliere della notte risultano avere dei doppiatori diversi rispetto a tale serie, che è stata invece doppiata a Milano. In questa versione il nome del Joker non viene mai preceduto da un articolo (diventando semplicemente "Joker", anziché "il Joker"), il soprannome Pudding è stato tradotto letteralmente in "Budino" e i soprannomi Mister J e Mister L sono stati tradotti in "Signor J" e "Signor L", mentre il nome Caesar Carlini è stato italianizzato in "Cesare Carlini", e i membri della sua banda (lui compreso) parlano con un accento siciliano. In questa versione non risulta essere chiaro il gioco di parole, presente nel dialogo tra Clark e Bibbo alla fine della prima parte, tra il nome del Joker e la parola "jolly" (che in inglese si dice, appunto, joker).
Il secondo doppiaggio è stato invece effettuato a Milano, e si è perciò avuto un effetto contrario rispetto al primo: i personaggi di Superman hanno delle voci diverse rispetto a tale serie, mentre Batman, Alfred e il Joker mantengono le voci avute in Batman - Cavaliere della notte. Harley Quinn è doppiata da Marcella Silvestri, che le aveva dato la voce nella prima stagione di Batman e solamente nella seconda di Batman - Cavaliere della notte (mentre nella prima è stata sostituita da Jasmine Laurenti), mentre Gordon e Bullock hanno dei doppiatori inediti. In questa versione il nome del Joker viene preceduto dall'articolo "il" (tranne in una scena dove Lois lo nomina senza), il soprannome Pudding è stato tradotto in "Zuccherino" e i nomignoli Mister J e Mister L sono stati lasciati in inglese, pur italianizzandone la pronuncia. Cesare Carlini viene chiamato col suo nome originale, e lui e i suoi scagnozzi perdono il loro accento, mentre il problema del già citato gioco di parole è stato risolto sostituendo i termini "Joker" e "jolly" con "buffone". Per errore, quando il Joker fa vedere a Luthor il Drago che Ride, dice che sia fatto di "kryptonite solida" (nonostante questo sia il suo normale stato), errore dovuto al fatto che il termine solid, usato in inglese, pur significando generalmente "solido", era qui inteso nel senso di "massiccio", "consistente".

## Doppiaggio
Nella versione originale i doppiatori di Batman - Cavaliere della notte riprendono i ruoli avuti in tale serie.
Il primo doppiaggio italiano si riferisce a quello usato nella serie Superman, mentre il secondo si riferisce a quello come film a sé stante.
| Personaggio                     | Voce originale      | Voce italiana     | Voce italiana      |
| Personaggio                     | Voce originale      | Primo doppiaggio  | Secondo doppiaggio |
| ------------------------------- | ------------------- | ----------------- | ------------------ |
| Kal-El / Clark Kent / Superman  | Tim Daly            | Angelo Maggi      | Claudio Moneta     |
| Bruce Wayne / Batman            | Kevin Conroy        | Stefano Mondini   | Marco Balzarotti   |
| Lois Lane                       | Dana Delany         | Roberta Greganti  | Daniela Trapelli   |
| Il Joker                        | Mark Hamill         | Rodolfo Bianchi   | Riccardo Peroni    |
| Harleen Quinzel / Harley Quinn  | Arleen Sorkin       | Laura Lenghi      | Marcella Silvestri |
| Lex Luthor                      | Clancy Brown        | Ennio Coltorti    | Mario Zucca        |
| Mercy Graves                    | Lisa Edelstein      | Paola Majano      | Irene Scalzo       |
| Alfred Pennyworth               | Efrem Zimbalist Jr. | Roberto Stocchi   | Franco Sangermano  |
| Dan Turpin                      | Joseph Bologna      | Pino Ammendola    | Alberto Olivero    |
| Perry White                     | George Dzundza      | ?                 | Alberto Olivero    |
| Cesare Carlini (Caesar Carlini) | John Capodice       | ?                 | Stefano Albertini  |
| James Gordon                    | Bob Hastings        | Paolo Marchese    | Pino Pirovano      |
| Harvey Bullock                  | Robert Costanzo     | Roberto Draghetti | Massimiliano Lotti |
| Bibbo Bibbowski                 | Brad Garrett        | Roberto Draghetti | Massimiliano Lotti |

## Edizionehome video
Negli Stati Uniti il film è stato distribuito dalla Warner Home video nell'agosto 1998 in edizione VHS (isbn 0790736896), con audio inglese, e nel 2007 come DVD (isbn 0790766701) in regione 1, con le tracce audio audio inglese, francese e spagnolo.
Negli anni sono state realizzate e distribuite edizioni di questo film in altre lingue, per differenti mercati nazionali, in alcuni casi (come quello italiano) con adattamenti e doppiaggio differenti rispetto a quelli dei tre episodi inclusi nella serie. Tra le vari edizioni, vi è quella in DVD del 2001 Mais sobre Batman & Superman - Os melhores do mundo, destinata al mercato sudamericano (regione 4, EAN 7892110027762, audio spagnolo ed inglese), quella italiana del 2001 Batman & Superman - I due supereroi (regione 2, EAN 7321958759738, italiano, inglese, spagnolo, ebraico), quella del 2006 per il mercato balcanico Batman i Superman (regione 2, EAN 7321909759732, greco, polacco, croato, inglese).
Oltre a ciò i tre episodi originari sono inclusi a loro volta nelle edizioni home video della serie stessa.